# District de Lakhisarai
Le district de Lakhisarai est un district de l'état du Bihar, en Inde.

## Géographie
Au recensement de 2011, sa population compte 1 000 717 habitants.
Son chef-lieu est la ville de Lakhisarai. 